# Eva Willms
Eva Willms (* 5. Dezember 1934 in Mönchengladbach; † 28. Januar 2023; zeitweise Kiepe-Willms) war eine deutsche Germanistin und Kinderbuchautorin.

## Leben
Willms studierte Deutsch und Latein auf Lehramt in Bonn und München. 1972 wurde sie an der Georg-August-Universität Göttingen mit der Arbeit Die Spruchdichtungen Muskatbluts. Vorstudien zu einer kritischen Ausgabe promoviert. Danach war sie zunächst Assistentin von Karl Stackmann, später Akademische Rätin bzw. Oberrätin. Willms blieb bis zu ihrer Pensionierung im Jahr 2000 an der Göttinger Universität, seit der 1986 erfolgten Habilitation war sie dort Privatdozentin. Die Habilitationsschrift befasst sich mit deutscher Liebeslyrik des späten 12. und frühen 13. Jahrhunderts und stellt das von der Germanistischen Mediävistik entwickelte Konzept des Minnesangs in Frage.
Die mittelalterliche Lyrik blieb das wichtigste Forschungs- und Arbeitsgebiet von Eva Willms. Zu nennen sind insbesondere die kommentierten Ausgaben von Der Welsche Gast (2004) sowie der Werke des Marners (2008) und Muskatbluts (2021). Ihren Ehemann Christian Wagenknecht unterstützte sie bei seiner Forschungs- und Editionsarbeit über Karl Kraus; beispielsweise war sie Mitautorin eines Buches über dessen wechselvolles Verhältnis zu Franz Werfel.
Zwischen 1996 und 2005 veröffentlichte Eva Willms fünf Kinderbücher. In allen geht es um Kinder, die Ortswechsel oder Trennungen bewältigen müssen und die damit verbundenen emotionalen Belastungen.

## Publikationen (Auswahl)

### Monographien und Aufsätze
- Die Spruchdichtungen Muskatbluts. Vorstudien zu einer kritischen Ausgabe (= Münchener Texte und Untersuchungen zur deutschen Literatur des Mittelalters. 58). Artemis, München/Zürich 1976, ISBN 3-7608-3358-6.
- Liebesleid und Sangeslust. Untersuchungen zur deutschen Liebeslyrik des späten 12. und frühen 13. Jahrhunderts. (=  Münchener Texte und Untersuchungen zur deutschen Literatur des Mittelalters. 94). Artemis, München/Zürich 1990, ISBN 3-7608-3394-2.
- mit Ulrich Hunger und Karl Stackmann: Drei Kapitel aus der Geschichte der Göttinger Germanistik. Vandenhoeck & Ruprecht, Göttingen 1991, ISBN 3-525-82642-7.
- Überlegungen zum "Eulenspiegel". In: Eulenspiegel-Jahrbuch. Band 45 (2005), S. 41–72.
- Nugae Laboriosae. Zur Handschrift Q564 der Anna Amalia Bibliothek in Weimar. In: ZfdA. Band 135 (2006), S. 344–346.

### Editionen und Werkausgaben
- Muskatblut: Abbildungen zur Überlieferung. Die Kölner Handschrift und die Melodie-Überlieferung. Kümmerle, Göppingen 1987, ISBN 3-87452-572-4.
- Der Welsche Gast: Text (Auswahl), Übersetzung, Stellenkommentar. de Gruyter, Berlin / New York 2004, ISBN 3-11-017543-6.
- Der Marner: Lieder und Sangsprüche und ihr Weiterleben im Minnesang. Einführung, Übersetzung und Stellenkommentar. de Gruyter, Berlin / New York 2008, ISBN 978-3-11-021087-3.
- mit Christian Wagenknecht: Karl Kraus – Franz Werfel. Eine Dokumentation. Wallstein, Göttingen 2011, ISBN 978-3-8353-0983-8.
- mit Christian Wagenknecht: Karl Kraus: Heine und die Folgen. Schriften zur Literatur. Wallstein, Göttingen 2015, ISBN 978-3-8353-1423-8.
- mit Jens Haustein: Die Lieder Muskatbluts. Anton Hiersemann Verlag, Stuttgart 2021, ISBN 978-3-7772-2125-0.

### Kinderbücher
- Nur im Märchen weint man Perlen. Ensslin & Laiblin, Reutlingen 1996, ISBN 3-7709-0883-X.
- Wo ist dein Platz, Jonny Becker? Satzwerk Verlag, Göttingen 2000, ISBN 3-930333-36-8.
- Kupferfrosch und Silberkröte. Verlag Grundlagen und Praxis, Leer 2002, ISBN 3-921229-97-9.
- Großer Bruder, kleiner Marc. Verlag Grundlagen und Praxis, Leer 2003, ISBN 3-937268-03-0.
- Annika. Verlag Grundlagen und Praxis, Leer 2005, ISBN 3-937268-13-8.